# Vena cerebral magna
La vena cerebral magna, vena de Galeno (VG), gran vena de Galeno, gran vena cerebral de Galeno o ampolla de Galeno ([TA]: vena magna cerebri) es un tronco venoso (vena de gran calibre) medio corto del interior del cráneo. Está formada por la unión de las dos venas cerebrales internas, se incurva alrededor del rodete del cuerpo calloso y se vacía en el seno recto o bien se continúa como éste.
También es conocida simplemente como vena de Galeno (en honor al médico griego que la descubrió, el médico griego Galeno), aunque no es la única vena con este epónimo (las venas cerebrales internas también se conocen como venas de Galeno).

## Anatomía
La vena cerebral magna se considera una vena cerebral profunda/interna. Las venas cerebrales internas se forman por la unión de la vena talamoestriada superior y la vena coroidea en el foramen interventricular. El grupo de venas cerebrales profundas puede verse sobre las superficies superiores del núcleo caudado y el tálamo justo bajo el cuerpo calloso. Las venas de los polos anteriores del tálamo se mezclan posteriormente (por detrás) a la glándula pineal para formar la gran vena cerebral de Galeno. La mayor parte de la sangre de las venas cerebrales profundas llega a la vena cerebral magna, que proviene del lado inferior del extremo posterior del cuerpo calloso y se vacía en el seno recto, localizado en la línea media de la tienda del cerebelo. A diferencia de otras arterias, las venas cerebrales presentan anastomosis. Existiendo numerosas anastomosis, una lenta oclusión de un canal venoso raramente produce más que efectos transitorios.

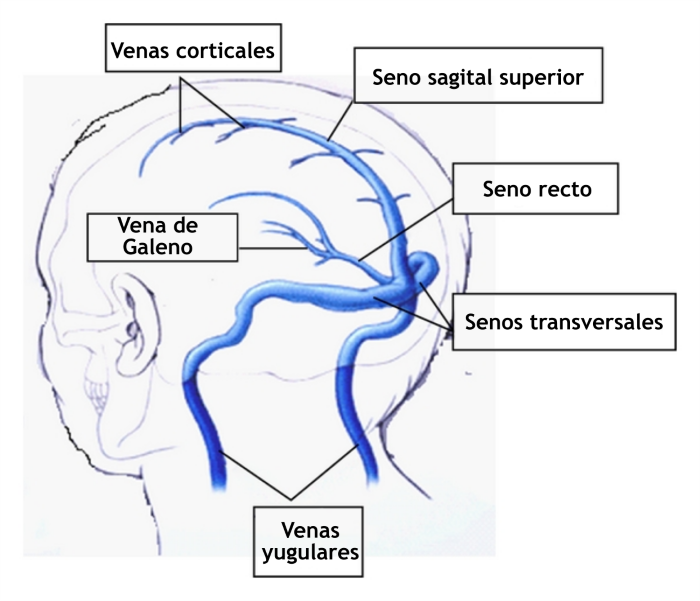
Los senos venosos mayores y sus afluentes.

Existen venas cerebrales internas/profundas y venas cerebrales superficiales/externas; la vena cerebral magna es una vena cerebral profunda/interna (como se mencionó arriba). Al igual que existen similitudes, existen también diferencias entre estos dos tipos de venas cerebrales. Las venas cerebrales superficiales, situadas en la zona dorsal de los hemisferios cerebrales, discurren hacia arriba y medialmente y drenan en el gran seno sagital superior, en el margen superior de la hoz del cerebro. El seno sagital superior se divide en dos partes, denominadas senos transversos, donde la hoz del cerebro se encuentra con la tienda del cerebelo. El seno sigmoideo, que se continúa con el seno transverso, drena en la vena yugular interna a la altura del foramen yugular. La vena yugular interna abandona el cráneo y discurre hacia abajo en dirección al cuello.
Las venas del cerebro tienen paredes muy delgadas y no contienen válvulas. Aparecen en el cerebro y descansan en el espacio subaracnoideo. Perforan la aracnoides y la  duramadre y drenan en los senos venosos del cráneo.

## Trastornos y enfermedades relacionadas con la vena cerebral magna

### Malformaciones
La mayoría de los estados asociados a la vena cerebral magna se deben a defectos congénitos. Las malformaciones aneurismales de la vena de Galeno (VGAM en inglés) son la forma más común de malformación cerebrovascular sintomática en neonatos (recién nacidos) y niños. La presencia y localizaciones de los angiomas son muy variables y no siguen un patrón predecible. La malformación congénita se desarrolla durante las semanas 6-11 del desarrollo fetal en forma de vena de Markowski prosencefálica embrionaria persistente; por lo tanto, VGAM es realmente un término equivocado. La vena de Markowski drena en la vena cerebral magna.

### Ausencia
La ausencia de la vena cerebral magna es otro tipo de malformación. Las venas de las estructuras profundas del cerebro normalmente drenan por medio del sistema de Galeno. En ausencia de la vena cerebral magna, las venas del diencéfalo y los ganglios basales drenan lateralmente en el seno transverso en lugar de reunirse en la línea media por medio del sistema galénico de drenaje. La ausencia de la vena cerebral magna es bastante rara. Se detecta en la infancia. La mayoría de los pacientes mueren en el período neonatal (como bebés) o en la infancia temprana.

### Trombosis
La trombosis de la vena cerebral magna es una forma de ictus o derrame cerebral debido a la presencia de un coágulo sanguíneo en la vena. Afecta a entre un 3 y un 8% de los pacientes, predominantemente mujeres. Los pacientes pueden presentar problemas de consciencia, cefaleas, náuseas, alteraciones visuales, fatiga, trastornos de los movimientos oculares y de los reflejos pupilares, o coma. La trombosis de la vena cerebral es a menudo mortal aunque puede superarse. Entre los factores de riesgo se encuentran los anticonceptivos orales, el embarazo, y el puerperio.